# 小金厚丸
小金 厚丸（こがね あつまる、生年不明 - 文政12年10月10日（1829年11月6日））とは江戸時代の浮世絵師、狂歌師、戯作者。

## 来歴
武藤氏、名は忠司。通称は伊勢屋吉兵衛。小金厚丸、神田庵あつ丸、落穂庵、藤樹園、笹の屋、六史園などと号す。江戸神田鍋町に住んでおり、狂歌を千種庵に学ぶ。天明から享和にかけて戯作を書き、寛政期に洒落本の挿絵などの作画をした後、59歳の時に向島に不断庵を結んで隠棲した。洒落本の作もあり、挿絵のみ描いたものもある。浅草新堀端の西福寺に葬られた。

## 作品
- 『鄽数可佳妓（みせすががき）』 洒落本 成三楼鳳雨作 寛政12年序